# Riscodopa cotyla
Riscodopa cotyla är en mossdjursart som först beskrevs av Cook och Chimonides 1981.  Riscodopa cotyla ingår i släktet Riscodopa och familjen Petraliellidae. Inga underarter finns listade i Catalogue of Life.